# Atos de Xântipe, Polixena e Rebeca

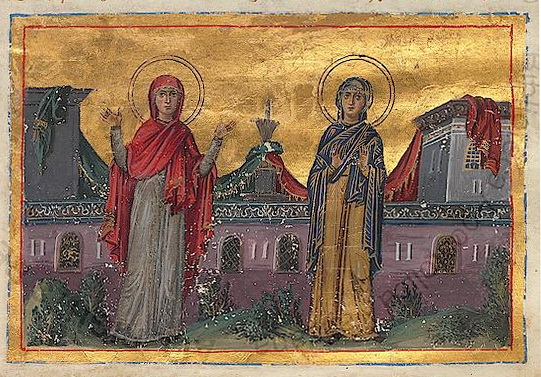
Representação das santas Xântipe e Polixena no Menológio de Basílio II

Atos de Xântipe, Polixena e Rebeca é um exemplo de apócrifo do Novo Testamento do século III ou IV. Sobre o seu lugar na literatura, Moses Hadas escreveu: "Cristãos não aprenderam apenas pelos pregadores pagãos, mas também pelos romancistas pagãos. O perfeitamente ortodoxo "Atos de Xântipe…"… tem todos os excitantes sequestros, libertações e surpresas de um típico romance grego."
O conto se passa no tempo de Nero e é composto essencialmente de duas histórias completamente separadas: a de Xântipe e o conto de Polixena. Embora uma terceira mulher esteja no título (Rebeca), ela não aparece como uma grande personagem na história e pode ser apenas um exemplo de mulher judia.

## O conto de Xântipe
Tendo testemunhado brevemente a pregação de Paulo em Roma, uma serva retorna à Hispânia e fica doente de vontade de ter ouvido-o apropriadamente. A esposa de seu patrão, Xântipe, ouve a serva explicando a causa de sua doença e conversa em separado com ela, o que faz com que as estátuas dos deuses domésticos caiam ao chão. Xântipe então passa a jejuar e rezar, perdendo o sono e passa a ser celibatária, atrofiando-se gradualmente.
Paulo então é guiado por Deus até Xântipe. Porém, quando ela indica o seu desejo de ser batizada, o seu marido expulsa o apóstolo e aprisiona Xântipe. Ela então reza para que seu marido caia no sono no jantar - o que acontece - para que ela possa fugir de casa subornando o guarda. À caminho de Paulo, Xântipe é atacada por um demônio com fogo e raios, de quem ela é salva por uma visão de Jesus (como um belo jovem) e por Paulo, que a encontrou. Ele então a recebe em casa, onde ele a batiza e a recebe na Eucaristia.
Ao retornar para casa, Xântipe tem uma visão e desmaia. Seu marido logo acorda e, tendo tido um sonho, pede que os sábios o interpretem. Eles declaram que o sonho revela uma luta entre Satã e Cristo e recomendam que ele também seja batizado. Quando eles então procuram por Xântipe, imaginando que ela já esteja à beira da morte, eles a descobrem cantando glórias a Jesus, o que impressiona tanto os sábios que eles pedem a ela que os leve até Paulo. O resultado final é que o marido se convence e se converte também.

## O conto de Polixena
A irmã mais nova de Xântipe, Polixena, posteriormente tem um sonho no qual ela é engolida por um dragão e é resgatada por um belo jovem. Xântipe interpreta que ele significa que Satã irá conquistar Polixena a menos que ela seja batizada. Contudo, todas as tentativas iniciais de conseguir batizá-la falham e ela é então sequestrada à noite por um inimigo do namorado de Polixena e colocada num navio com destino à Babilônia.
Porém, os ventos forçam o navio a se aproximar de um outro que estava transportando o apóstolo Pedro, que tinha também sido guiado por uma visão. Demônios então impedem o encontro e o navio, ao invés disso, perde o rumo e acaba indo para a Grécia, para onde o apóstolo Filipe tinha ido. Também guiado por uma visão, Filipe resgata Polixena. Quando seus trinta servos, armados apenas com a cruz, vão ao encontro do exército de 8.000 do sequestrador, eles matam 5.000 soldados antes que o resto fuja. Porém, Polixena se apavora e foge também.
Ela termina se perdendo e inadvertidamente acabou entrando na toca vazia de uma leoa. Quando ela retorna, Polixena implora ao animal que não a coma antes que ela seja batizada. Então a leoa a guia para o leste, para fora da mata, até uma estrada e volta para sua toca. O apóstolo André coincidentemente estava passando por ali e Polixena pede que ele a batize. Eles então encontram um poço e aproveitam para resgatar Rebeca, uma escrava judia que era mantida cativa ali. Ambas são batizadas quando a leoa retorna e pede a André que realize o feito.
Em seguida, após a partida de André, as mulheres brevemente recebem a companhia de um cristão comum que passava com uma carroça, mas logo a perdem quando são sequestradas por um prefeito que ali passava. Rebeca consegue escapar e foge para a casa de uma velha (e desaparece da história). Enquanto isso, Polixena implora aos servos que preservem a sua virgindade; por isso, eles contam ao prefeito que ela está doente. O filho dele, um cristão convertido após ter testemunhado o efeito de Paulo sobre Tecla, disfarça a moça em suas roupas e a envia até a costa para que tome um navio. Mas um servo maligno escuta e os delata. Eles são capturados e atirados aos leões na arena. Mas a leoa ali presente era a mesma que eles encontraram anteriormente e não lhes faz mal. Como resultado, a cidade toda toma isto como prova da verdade do Cristianismo e se converte em massa.
O narrador se revela como "Onésimo", um marinheiro que recebeu uma visão pedindo que ele fosse para uma certa parte da Grécia e pegasse tanto Polixena quando o filho do prefeito. Porém, após sua chegada, uma tempestade os impede de partir por sete dias. Então Lucius, que está a bordo, ensina o Cristianismo para toda a cidade. O prefeito então provisiona o navio e ele parte, logo parando numa ilha. Os bravos habitantes ali atacam a embarcação e são derrotados. Polixena, apavorada, pulou no mar e precisou ser resgatada. Eventualmente, todos chegam de volta à Hispânia e encontram Paulo. E quando o sequestrador finalmente retorna, o apóstolo converte ele também.